# John Harding
John Harding, właśc. Allan Francis Harding, baron Harding of Petherton (ur. 10 lutego 1896 w Somerset, zm. 20 stycznia 1989 w Nether Compton w Dorset) – brytyjski wojskowy oraz urzędnik kolonialny, marszałek polny. Żołnierz obu wojen światowych, w latach 1952–1955 naczelny dowódca British Army, w latach 1955–1957 gubernator Cypru. Od 1958 r. 1. baron Harding of Petherton.

## Życiorys

### Wczesne lata
Urodził się jako syn Francisa Ebenezera Hardinga i Elizabeth Ellen Harding (z domu Anstice) i kształcił się w Ilminster Grammar School oraz King’s College London, Harding zaczął karierę urzędniczą jako chłopiec na posyłki w grudniu 1911 r., awansując na stanowisko asystenta urzędnika w Urzędzie Pocztowym w lipcu 1913 r., a następnie na pełnego urzędnika w Drugim Wydziale Służby Cywilnej w kwietniu 1914 r.

### I wojna światowa
Został żołnierzem w niepełnym wymiarze godzin, dołączając do 11. batalionu Strzelców Finsbury Pułku Londyńskiego, jednostki sił terytorialnych armii brytyjskiej, powołany na stanowisko podporucznika 15 maja 1914 r.. Podczas I wojny światowej został przyłączony do korpusu karabinów maszynowych i walczył pod Gallipoli w sierpniu 1915 r. Przeszedł do regularnych sił zbrojnych jako porucznik Pułku Lekkiej Piechoty Somerset 22 marca 1917 r. i został z nim wysłany na Bliski Wschód. Brał udział w trzeciej bitwie pod Gazą w listopadzie 1917 r., za udział w której został odznaczony Krzyżem Wojskowym.

### Dwudziestolecie międzywojenne
W okresie międzywojennym zmienił imię na „John”, które lepiej kojarzyło się w wojsku, a w 1921 r. został wysłany do Indii. Awansowany na kapitana 11 października 1923 r., uczęszczał do Staff College w Camberley. Dołączył do sztabu generalnego Dowództwa Południowego w 1930 r., a w 1933 r. został szefem sztabu w 13 Brygadzie Piechoty. Wyznaczono go na dowódcę kompanii w 2. batalionie z awansem na majora 1 lipca 1935 r. Po licznych podróżach służbowych w roli oficera sztabowego Dyrekcji Operacyjnej Biura Wojennego został awansowany do stopnia podpułkownika 1 stycznia 1938 r.

### II wojna światowa

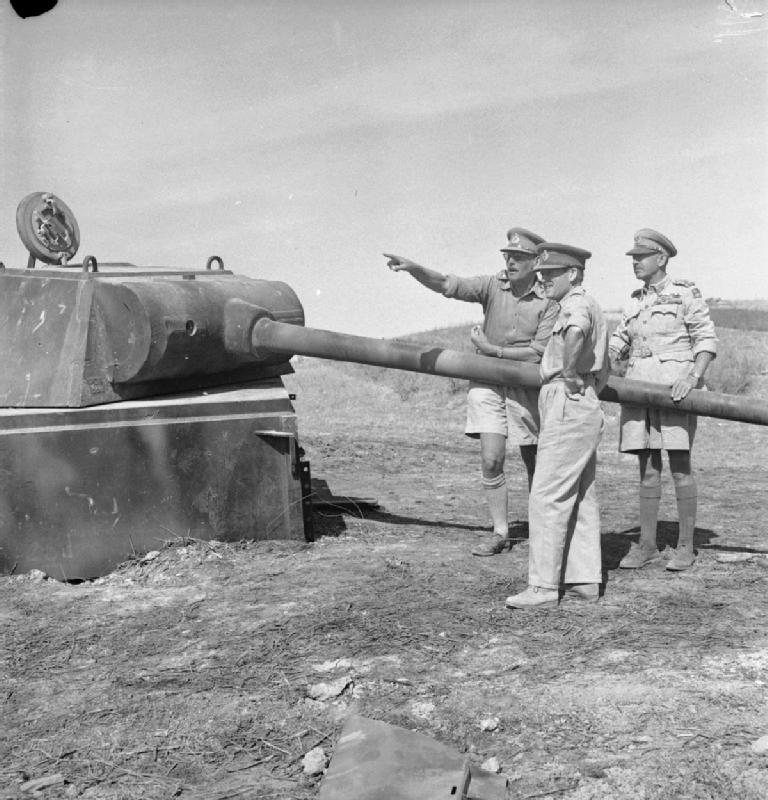
Gen. Harold Alexander (z prawej), wraz z gen. Oliverem Leese i gen. Johnem Hardingiem, oglądają wieżę czołgu Pantera, która stanowiła element obrony linii Gotów, wrzesień 1944 r.

Podczas II wojny światowej początkowo był dowódcą 1. batalionu Lekkiej Piechoty Somerset, z którym służył w Waziristanie i był wymieniony w sprawozdaniach (Mentioned in Despatches), zanim dołączył do personelu dowództwa Bliskiego Wschodu w październiku 1940 r., a następnie w grudniu został brygadierem Sztabu Generalnego Zachodnich Sił Pustynnych. Został komandorem Orderu imperium Brytyjskiego za usługi na tym stanowisku. Kiedy generałowie Richard O’Connor i Philip Neame zostali pojmani przez wroga w kwietniu 1941 r., Harding przejął tymczasowe dowództwo nad Zachodnimi Siłami Pustynnymi i już jako ich dowódca podjął decyzję o obronie Tobruku. Został awansowany do rangi pułkownika w dniu 9 sierpnia 1941 r. (ze starszeństwem od 1 stycznia 1941 r.), za co później otrzymał Order Wybitnej Służby.
Otrzymał dowództwo XIII Korpusu (nowa nazwa przyjęta dla byłych Zachodnich Sił Pustynnych) w sierpniu 1941 r. i został po raz drugi odznaczony Orderem Wybitnej Służby w lutym 1942 r. Został awansowany na pełniącego obowiązki generała dywizji w dniu 26 stycznia 1942 r. i mianowany zastępcą dyrektora dowództwa wojskowego na Bliskim Wschodzie, w którym to charakterze ponownie został wyróżniony w lecie 1942 r.
Został dowódcą 7 Dywizji Pancernej we wrześniu 1942 r. Kierował tą sławną dywizją w II bitwie pod El Alamein. Dowodził wojskami z czołgu, a następnie w jeepie, a podczas pościgu za siłami Osi do Trypolisu został ranny przez odłamek pocisku w styczniu 1943 r. Przyznano mu Order Wybitnej Służby po raz trzeci za jego postawę. Jednocześnie jego stopień generała dywizji pozostał tymczasowy.
Powrócił do Wielkiej Brytanii i pomimo utraty trzech palców lewej ręki, wyzdrowiał stosunkowo szybko. 10 listopada 1943 r. awansował na generała porucznika (generała broni stanu wojny i objął dowództwo VIII Korpusu, który miał wziąć udział w inwazji na Normandię. Wkrótce potem został jednak wysłany na front włoski w styczniu 1944 r., by zostać szefem sztabu gen. Harolda Alexandra, dowodzącego 15 Grupą Armii, następnie przemianowaną na Armią Sprzymierzoną we Włoszech, zanim powróciła do starej nazwy w grudniu 1944 r. W dniu 16 czerwca 1944 r. został mianowany rycerzem Orderu Łaźni za swoją służbę we Włoszech, a 13 lipca 1944 r. awansował do stałej rangi generała dywizji. Odegrał dużą rolę w planowaniu operacji Diadem, czwartej i ostatniej bitwy o Monte Cassino, i doprowadził do zdobycia Rzymu oraz zniszczenia dużej części sił wroga, a następnie dowodził walkami na linii Gotów. Następnie przejął dowodzenie nad XIII Korpusem we Włoszech w marcu 1945 r., prowadząc go podczas ofensywy wiosennej 1945 r., przybył do Triestu tuż po kapitulacji Niemiec w maju i zakończeniu II wojny światowej w Europie. Został również nagrodzony amerykańską Legią Zasługi przez prezydenta Harry’ego Trumana, za swoją postawę w toku całej wojny 14 maja 1948 r.

### Po wojnie

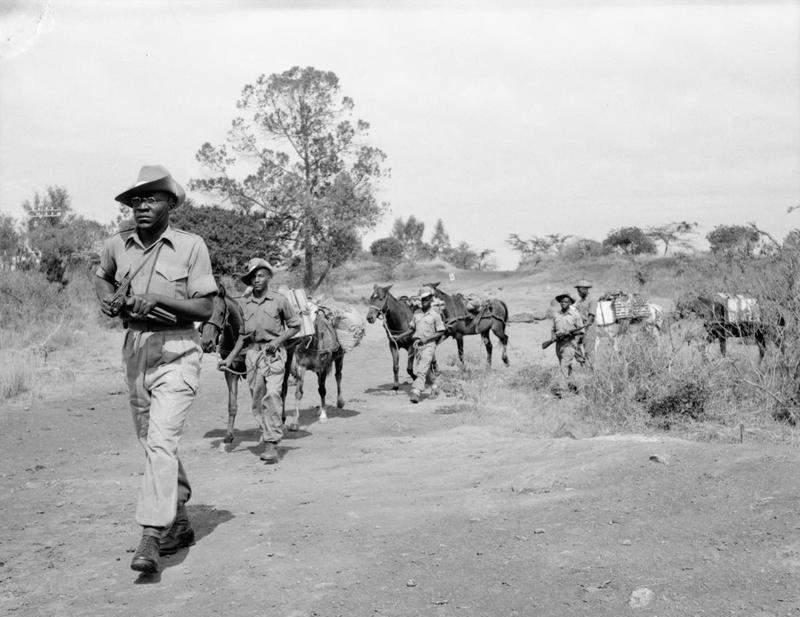
Brytyjskie oddziały tłumiące powstanie Mau Mau w latach 50.

Awansowany po wojnie na stałe do stopnia generała porucznika 19 sierpnia 1946 r., Harding zastąpił Aleksandra jako dowódca sił brytyjskich w rejonie Morza Śródziemnego w listopadzie 1946 r. W lipcu 1947 r. został dowódcą generalnym Dowództwa Południowego, a 28 lipca 1949 r. naczelnym dowódcą sił lądowych Dalekiego Wschodu na wczesnych etapach kryzysu malajskiego. Po awansie na pełnego generała w dniu 9 grudnia 1949 r., otrzymując honorowy tytuł Aide-de-Camp General od króla Jerzego VI 21 października 1950 r. i otrzymał Wielki Krzyż Orderu Łaźni w urodziny króla w 1951 r. Harding został dowódcą Brytyjskiej Armii Renu 30 sierpnia 1951 r.
Został mianowany szefem Imperialnego Sztabu Generalnego 1 listopada 1952 r.; w tym charakterze doradzał rządowi brytyjskiemu w sprawie reakcji na powstanie Mau Mau. Został awansowany na marszałka polnego 21 lipca 1953 r. i odszedł z wojska 29 września 1955 r.
Był także honorowym pułkownikiem Pułku North Somerset Yeomanry od 2 lutego 1949 r., pułkownikiem 6 Pułku Queen Elizabeth's Own Gurkha Rifles od 18 maja 1951 r. do 1961 r., pułkownikiem Lekkiej Piechoty Somerset od 13 kwietnia 1953 r. pułkownikiem Life Guards od 26 kwietnia 1957 r. oraz pułkownikiem Lekkiej Piechoty Somerset and Cornwall od 6 października 1959 r.

### Cypr i późniejsza kariera

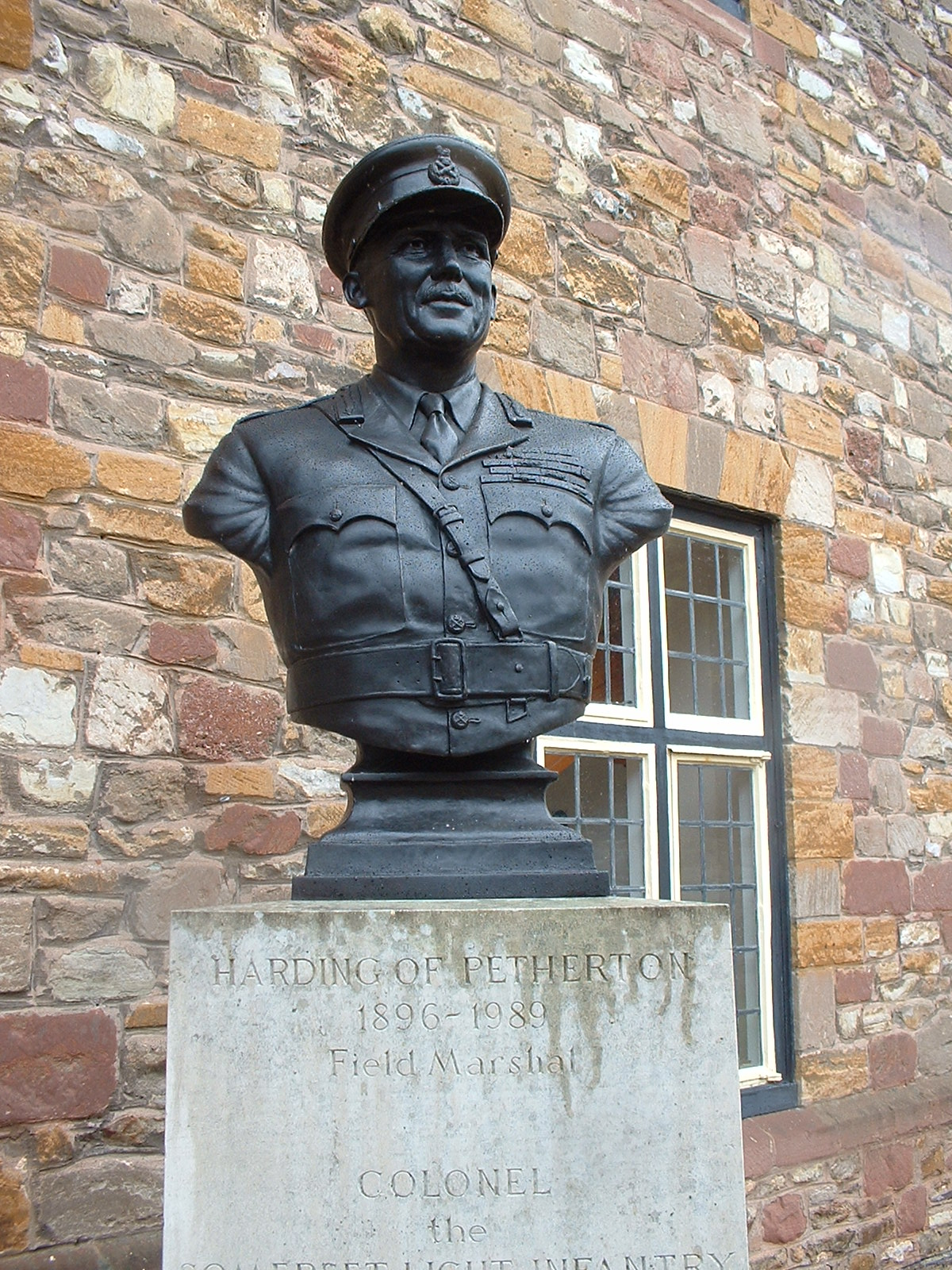
Popiersie Johna Hardinga w Taunton w hrabstwie Somerset

3 października 1955 r. Harding otrzymał stanowisko gubernatora brytyjskiej kolonii Cypru. Na tym stanowisku Harding starał się przywrócić dobre stosunki Cypru z metropolią, prowadząc negocjacje ze społecznościami grecko-cypryjskimi i turecko-cypryjskimi na wyspie, podczas gdy rząd brytyjski negocjował z rządami greckim i tureckim. Harding podjął surowe środki w celu poprawy bezpieczeństwa na Cyprze, kiedy Narodowa Organizacja Cypryjskich Bojowników ogłosiła zbrojną walkę z Brytyjczykami 1 kwietnia 1955 r. W tym celu Harding wprowadził szereg bezprecedensowych na tym obszarze środków zapobiegawczych, w tym godzinę policyjną, zamknięcie szkół, otwarcie obozów koncentracyjnych, bezterminowe tymczasowe aresztowanie podejrzanych bez procesu sądowego oraz nałożenie kary śmierci za przestępstwa, takie jak publiczne noszenie broni, zapalników lub innych materiałów, które mogłyby zostać użyte w produkcji bomb. Wiele takich egzekucji odbywało się w kontrowersyjnych okolicznościach (patrz np. Michalis Karaolis), co doprowadziło do niezadowolenia na Cyprze, w Wielkiej Brytanii i innych krajach.
Realizując politykę rządu brytyjskiego, Harding próbował również wykorzystać negocjacje do zakończenia kryzysu na Cyprze. Rozmowy z arcybiskupem Makariosem III zakończyły się jednak niepowodzeniem i ostatecznie Harding zesłał Makariosa na Seszele. 21 marca 1956 r. Narodowa Organizacja Cypryjskich Bojowników dokonała zamachu na życie Hardinga, który nie powiódł się, ponieważ bomba zegarowa pod jego łóżkiem nie wybuchła. Niedługo potem Harding zaoferował nagrodę w wysokości 10 tys. funtów za głowę gen. Jeorjosa Griwasa, lidera cypryjskich bojowników.
W obliczu rosnącej krytyki w Wielkiej Brytanii dotyczącej stosowanych przez niego metod i braku ich skuteczności, John Harding zrezygnował z funkcji gubernatora Cypru 22 października 1957 r. i został zastąpiony przez Hugh Foota.
W styczniu 1958 r. Harding otrzymał tytuł szlachecki Harding of Petherton. Na emeryturze wojskowej został prezesem niewykonawczym firmy Plessey, a także pierwszym prezesem zarządu Levy Betting Betting Board. Jego zainteresowania obejmowały członkostwo w Związku Starych Towarzyszy Strzelców Finsbury, w którym uczestniczył do późnych lat życia. Zmarł w swoim domu w Nether Compton w Dorset 20 stycznia 1989 r.

## Życie prywatne
W 1927 r. ożenił się z Mary Rooke; mieli jednego syna: Johna Charlesa Hardinga, 2. barona Harding of Petherton.